# Adiutor
De adiutor is een bestuurslid dat voornamelijk voorkomt binnen studentenverenigingen. De naam komt uit het Latijn en betekent zoveel als 'helper' (adiuvare, helpen). De taakomschrijving van de adiutor verschilt per vereniging; vaak assisteert hij of zij bij bepaalde bestuurstaken.
Vooraanstaande Romeinen hadden vaak een adiutor in dienst als 'leidsman'.

## Trivia
- In de katholieke Kerk is een coadjutor de vermoedelijke opvolger van een bisschop, van een patriarch e.d. Theodorus van Tabennisi was coadjutor van een abt (349-368).